# Wiley (Rapper)

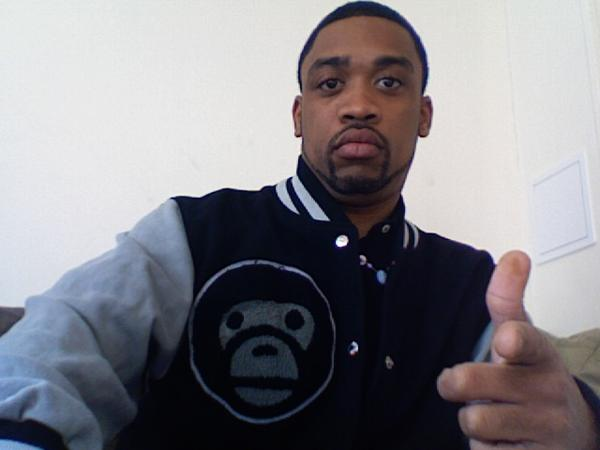
Wiley (2011)

Wiley (* 19. Januar 1979 in London; richtiger Name Richard Kylea Cowie), auch als Eskiboy bekannt, ist ein britischer Rapper und Musikproduzent. Neben Dizzee Rascal zählt er zu den Hauptvertretern des britischen Grime.

## Werdegang
Cowies Eltern stammen aus Trinidad und er wuchs im Osten Londons im Stadtteil Bow auf. In den späten 1990er Jahren schloss er sich der Garage-Musik an und gehörte dem Pay As U Go Cartel an, das mit dem Champagne Dance auch einen Charterfolg vorweisen konnte.
2002 gründete er zusammen mit anderen Musikern aus East London, unter ihnen auch Dizzee Rascal, die Roll Deep Crew. Während die Crew eher in die Pop-Richtung tendiert, gehen Wiley und Dizzee Rascal, der sich noch vor der ersten Albumveröffentlichung selbstständig gemacht hat, solo in die neue Richtung Grime. Der Clubhit Wot Do U Call It? von Wiley aus dem Jahr 2004 ist einer der bekanntesten Grime-Stücke und ebenso wie das zugehörige Album Treddin' on Thin Ice auch ein kommerzieller Charterfolg.
Aus einem frühen Stück mit dem Titel Eskimo wird auch Wileys zweiter Name Eskiboy. Unter diesem veröffentlicht er 2005/2006 innerhalb kürzester Zeit auch sechs Mixtapes bei dem eigenen Label Eskibeat. Seinen Grime-Stil nennt er auch Eski.
Nachdem das zweite Album Da 2nd Phaze 2006 relativ wirkungslos geblieben war, kündigte Wiley mit dem 2007er Album Playtime Is Over seinen Abschied als Musiker an. Da er der wichtigste Produzent auf dem Gebiet des Grime ist, wollte er zukünftig mehr im Hintergrund arbeiten. Jedoch kehrte er nur wenige Monate später ans Mikrofon zurück und veröffentlichte diesmal mit dem Major-Label Warner im Rücken die Single Wearing My Rolex. Sie wurde sein größter Erfolg bis dahin und nur der Welthit 4 Minutes von Madonna und Justin Timberlake verhinderte eine Nummer-1-Platzierung in Großbritannien. In der Folge hatte er mehrere weitere Charthits, nur Never Be Your Woman zusammen mit Emeli Sandé schaffte es noch einmal bis in die Top 10. Im August 2011 gelang Wiley dann doch der Sprung an die Chartspitze: Der Song Heatwave, bei dem er von der Sängerin Ms D unterstützt wurde, stieg direkt auf Platz 1 ein.

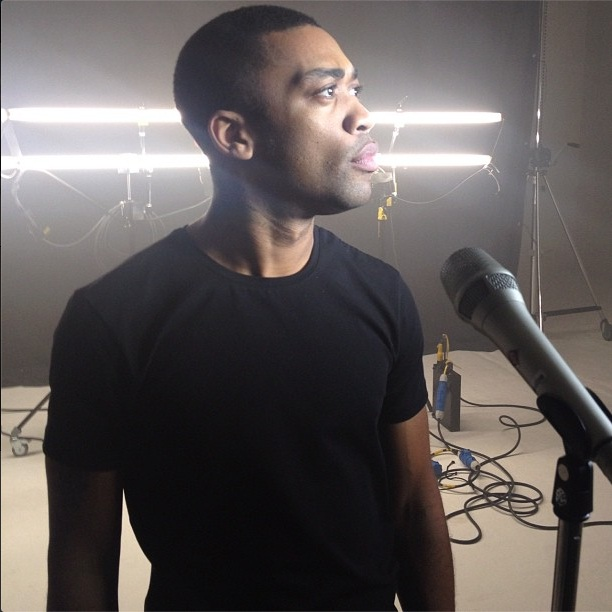
Wiley (2013)

Es folgten weitere Top-10-Singles wie Can You Hear Me (Ayayaya), Animal und Reload und mit The Ascent sein erfolgreichstes Album, das bis auf Platz 26 der UK-Charts kam. 2013 machte er aber auch viele negative Schlagzeilen, als er sich erst von seinem Label Warner Music trennte, dann seinen Auftritt beim Glastonbury Festival kurzfristig wegen zu geringer Bezahlung platzen ließ und kurz darauf wegen Buh-Rufen bei einem Auftritt in Cumbria über die dortige Bevölkerung herzog. Danach wurde es ruhig um Wiley, in den Singlecharts war er danach nicht mehr vertreten und sein nächstes Album Snakes & Ladders erreichte Ende 2014 Platz 69 der Charts.

## Diskografie

### Studioalben
| Jahr | Titel                  | Höchstplatzierung, Gesamtwochen, AuszeichnungChartsChartplatzierungen (Jahr, Titel, Platzierungen, Wochen, Auszeichnungen, Anmerkungen) | Anmerkungen                            |
| Jahr | Titel                  | UK | Anmerkungen                            |
| ---- | ---------------------- | --- | -------------------------------------- |
| 2004 | Treddin’ on Thin Ice   | UK45 (2 Wo.)UK | Erstveröffentlichung: 26. April 2004   |
| 2007 | Playtime Is Over       | UK71 (1 Wo.)UK | Erstveröffentlichung: 4. Juni 2007     |
| 2011 | 100 Percent Publishing | UK76 (1 Wo.)UK | Erstveröffentlichung: 20. Juni 2011    |
| 2012 | Evolve or Be Extinct   | UK86 (2 Wo.)UK | Erstveröffentlichung: 19. Januar 2012  |
| 2013 | The Ascent             | UK26 (5 Wo.)UK | Erstveröffentlichung: 29. März 2013    |
| 2014 | Snakes & Ladders       | UK69 (1 Wo.)UK | Erstveröffentlichung: 3. November 2014 |
| 2017 | Godfather              | UK9 (5 Wo.)UK | Erstveröffentlichung: 13. Januar 2017  |
| 2018 | Godfather II           | UK58 (1 Wo.)UK | Erstveröffentlichung: 25. Mai 2018     |

Weitere Studioalben
- 2006: Da 2nd Phaze
- 2008: Grime Wave
- 2008: See Clear Now
- 2009: Race Against Time
- 2010: The Elusive

### Singles als Leadmusiker
| Jahr | Titel Album                           | Höchstplatzierung, Gesamtwochen, AuszeichnungChartsChartplatzierungen (Jahr, Titel, Album, Platzierungen, Wochen, Auszeichnungen, Anmerkungen) | Anmerkungen                                                                         |
| Jahr | Titel Album                           | UK | Anmerkungen                                                                         |
| ---- | ------------------------------------- | --- | ----------------------------------------------------------------------------------- |
| 2004 | Wot Do U Call It Treddin’ on Thin Ice | UK31 (4 Wo.)UK | Erstveröffentlichung: 5. April 2004                                                 |
| 2004 | Pies Treddin’ on Thin Ice             | UK45 (2 Wo.)UK | Erstveröffentlichung: 2004                                                          |
| 2008 | Wearing My Rolex See Clear Now        | UK2 Platin · (22 Wo.)UK | Erstveröffentlichung: 5. Mai 2008                                                   |
| 2008 | Summertime See Clear Now              | UK45 (2 Wo.)UK | Erstveröffentlichung: 13. Oktober 2008                                              |
| 2008 | Cash in My Pocket See Clear Now       | UK18 (10 Wo.)UK | Erstveröffentlichung: 1. Dezember 2008 feat. Daniel Merriweather                    |
| 2009 | Take That –                           | UK20 (7 Wo.)UK | Erstveröffentlichung: 28. Dezember 2009 feat. Chew Fu                               |
| 2010 | Never Be Your Woman –                 | UK8 Silber · (9 Wo.)UK | Erstveröffentlichung: 28. Februar 2010 Naughty Boy pres. Wiley feat. Emeli Sandé    |
| 2012 | Heatwave The Ascent                   | UK1 ×2Doppelplatin · (19 Wo.)UK | Erstveröffentlichung: 27. Juli 2012 feat. Ms D                                      |
| 2012 | Can You Hear Me (Ayayaya) The Ascent  | UK3 Platin · (19 Wo.)UK | Erstveröffentlichung: 19. Oktober 2012 feat. Skepta, Jme & Ms D                     |
| 2013 | Reload The Ascent                     | UK9 Silber · (8 Wo.)UK | Erstveröffentlichung: 15. Februar 2013 feat. Chip & Ms D                            |
| 2013 | Lights On The Ascent                  | UK9 (7 Wo.)UK | Erstveröffentlichung: 7. Juni 2013 feat. Angel & Tinchy Stryder                     |
| 2019 | Boasty –                              | UK11 Platin · (27 Wo.)UK | Erstveröffentlichung: 22. Januar 2019 mit Stefflon Don & Sean Paul feat. Idris Elba |
| 2019 | My One –                              | UK41 Silber · (11 Wo.)UK | Erstveröffentlichung: 5. Juli 2019 feat. Tory Lanez, Kranium & Dappy                |

Weitere Singles
- 2014: You Know the Words
- 2014: On a Level

### Singles als Gastmusiker
| Jahr | Titel Album                 | Höchstplatzierung, Gesamtwochen, AuszeichnungChartsChartplatzierungen (Jahr, Titel, Album, Platzierungen, Wochen, Auszeichnungen, Anmerkungen) | Anmerkungen                                                     |
| Jahr | Titel Album                 | UK | Anmerkungen                                                     |
| --- | --------------------------- | --- | --------------------------------------------------------------- |
| 2011 | Now or Never –              | UK14 (4 Wo.)UK | Erstveröffentlichung: 13. Januar 2011 Jodie Connor feat. Wiley  |
| 2013 | Animal Contrast             | UK6 Silber · (5 Wo.)UK | Erstveröffentlichung: 20. Januar 2013 Conor Maynard feat. Wiley |
| 2013 | They Got It Wrong –         | UK74 (1 Wo.)UK | Erstveröffentlichung: 21. April 2013 Lethal Bizzle feat. Wiley  |
| Folgende Lieder erschienen nicht als Single, wurden aber durch das Album zum Download und Streaming bereitgestellt und konnten somit eine Platzierung erlangen: |                             | |                                                                 |
| |                             | |                                                                 |
| 2016 | Corn on the Curb Konnichiwa | UK73 (1 Wo.)UK | Skepta feat. Wiley & Chip                                       |

Weitere Gastbeiträge
- 2016: 3 Wheel-Ups (Kano feat. Wiley & Giggs, UK: Gold)
- 2019: Flex Pon You (Zdot Remix) (Ricky Dietz feat. Wiley)